# L
L هو الحرف الثاني عشر من حروف الأبجدية اللاتينية.
وينطق في الإنجليزية (إل).